# Грин, Томас (гребец)
Томас Грин (англ. Thomas Green; род. 3 июня 1999, Квинсленд) — австралийский гребец-байдарочник, Олимпийский чемпион (2020) в паре с Джином ван дер Вестхёйзеном.

## Биография
Томас Грин родился 3 июня 1999 года.
Томасу Грину было всего 10 лет, когда он начал заниматься греблей в каноэ-клубе Currumbin Creek. Его удалось сконцентрироваться на гребле на плоской воде. Он участвовал в чемпионате Австралии по гребле на байдарках и каноэ, выиграв одиннадцать медалей, три из которых золотые.

## Карьера
В 2018 году он выиграл золото на чемпионате мира до 23 лет в Пловдиве в каноэ-двойке на дистанции 1000 м в паре с Джоэлом Маккиттериком. Затем он одержал победу на юниорском чемпионате 2019 года в Питешти в байдарке-одиночке на 1000 м и в байдарке-четвёрке на 500 м.
Он выиграл золотую медаль в дисциплине байдарка-двойка на летних Олимпийских играх 2020 года в Токио, соревнуясь вместе с Джином ван дер Вестхёйзеном. Он также участвовал в байдарке-одиночке на дистанции 1000 метров в Токио и вышел в финал, где занял седьмое место.